# Cova Nova de Son Lluís
Cova Nova de Son Lluís este o arie protejată (arie specială de conservare — SAC, sit de importanță comunitară — SCI) din Spania întinsă pe o suprafață de 1 ha, integral pe uscat.

## Localizare
Centrul sitului Cova Nova de Son Lluís este situat la coordonatele 39°28′51″N 2°57′55″E / 39.4809°N 2.9654°E.

## Înființare
Situl Cova Nova de Son Lluís a fost declarat sit de importanță comunitară în iulie 2000 pentru a proteja 1 specie de animale. Situl a fost protejat și ca arie specială de conservare în martie 2015.

## Biodiversitate
Situată în ecoregiunea mediteraneană, aria protejată conține 1 habitat natural: Peșteri inaccesibile publicului.
La baza desemnării sitului se află o specie protejată de  mamifere: liliac comun (Myotis myotis).